# Acne Studios
Acne Studios est une marque suédoise commercialisant principalement vêtements et accessoires et basée à Stockholm. Fondée en 1996 par le collectif ACNE, acronyme de Associated Computer Nerd Enterprises (« Entreprise de geeks ringards associés »), puis de Ambition to Create Novel Expressions (« Ambition de créer des expressions originales »), le label se spécialise dans le prêt-à-porter hommes et femmes, et notamment dans les jeans. 
L'intérêt de son fondateur et directeur de la création, Jonny Johansson, pour la photographie, l'art ou l'architecture a permis par la suite à la marque de s'élargir au-delà des jeans, via la production de mobilier, la publication de magazines, l'organisation d'expositions et la mise en place de collaborations,,.